# Vanya Tímea
Vanya Tímea (1983. október 22. –) magyar színésznő.

## Életpályája
1983-ban született. A Gór Nagy Mária Színitanodában tanult színészetet, a Zsigmond Király Főiskolán diplomázott. Játszott a Karinthy Színház és a Vidám Színpad előadásaiban. A Turay Ida Színház tagja, mellette szerepel a Bánfalvy Stúdió előadásaiban is.

## Magánélete
Két fiúgyermeke született, 2015-ben és 2019-ben.

## Filmográfia
- Zsaruvér és Csigavér III.: A szerencse fia (2008)
- Kész Átverés show (2008, 2009)
- Tanár Úr, kérem (2010)
- Marslakók (2012)
- Hacktion: Újratöltve (2013) – Kata
- Jóban Rosszban (2014) – Jónás Róza
- A mi kis falunk (2018) – Pénztáros
- Drága örökösök (2019–2020) – Kinga
- Mintaapák (2020) – Rábainé
- A Séf meg a többiek (2022) – Ilona
- Drága örökösök – A visszatérés (2023) – Kinga
- Pokoli rokonok (2025) – Aczél Angéla